# What Makes a Woman
«What Makes a Woman» es una canción de la cantante estadounidense Katy Perry, fue lanzada el 20 de agosto de 2020 a través de Capitol Records como sencillo promocional de su sexto álbum de estudio Smile (2020).

## Antecedentes
El lanzamiento de «What Makes a Woman» se anunció en redes sociales el 19 de agosto de 2020 y se estrenó un día después como sencillo promocional, ocho días antes de la publicación de Smile.

## Estructura

### Estructura musical
«What Makes a Woman» es una canción pop con una duración de dos minutos y once segundos. Fue escrita por Katy Perry, Sarah Hudson, Jacob Kasher Hindlin, John Ryan y Johan Carlsson —el integrante del grupo Carolina Liar—, mientras que la producción estuvo a cargo de este último y Elvira Anderfjärd.

### Contenido lírico
En junio de 2020, Katy Perry reveló que la canción está dedicada a su hija —que estaba por nacer—, afirmando: «Esa es una esperanza que tengo para mi futuro hijo, es que ella no tiene límites en ninguno de sus sueños, o lo que ella quiera ser, o quién cree que ella es».

## Video musical
El 20 de agosto, un video donde Katy Perry interpreta el tema de manera acústica fue subido a YouTube.

## Posicionamiento en listas
| Listas (2020)                    | Mejor posición |
| -------------------------------- | -------------- |
| Nueva Zelanda Hot Singles (RMNZ) | 40             |

## Historial de lanzamiento
| Región | Fecha                | Formato                     | Discográfica    | Ref.  |
| ------ | -------------------- | --------------------------- | --------------- | ----- |
| Varios | 20 de agosto de 2020 | Descarga digital, streaming | Capitol Records | [ 1 ] |